# Intimisme
Het intimisme is een stroming in de schilderkunst uit het eind van de 19e en het begin van de 20e eeuw.
De stroming is een vorm van postimpressionisme en kenmerkt zich door de schildering van intieme, huiselijke taferelen en tuinimpressies. De stijl wordt ook gerelateerd aan het symbolisme. Vaak wordt er gebruikgemaakt van de impressionistische techniek van de "gebroken kleuren" om licht en atmosfeer van een vluchtig moment te vangen. De term 'intimisme' werd bedacht door André Gide.
Schilders die werkten in deze stijl waren vooral Pierre Bonnard en Édouard Vuillard, beiden bekend als leden van Les Nabis, al kozen zij een andere aanpak dan bijvoorbeeld Paul Sérusier. Verschillende realistische, impressionistische, symbolistische en Nabis-schilders beleefden een intieme fase, zoals Henri Fantin-Latour, Darío de Regoyos, Fernand Khnopff en Jacques Barcat.

## Afbeeldingen

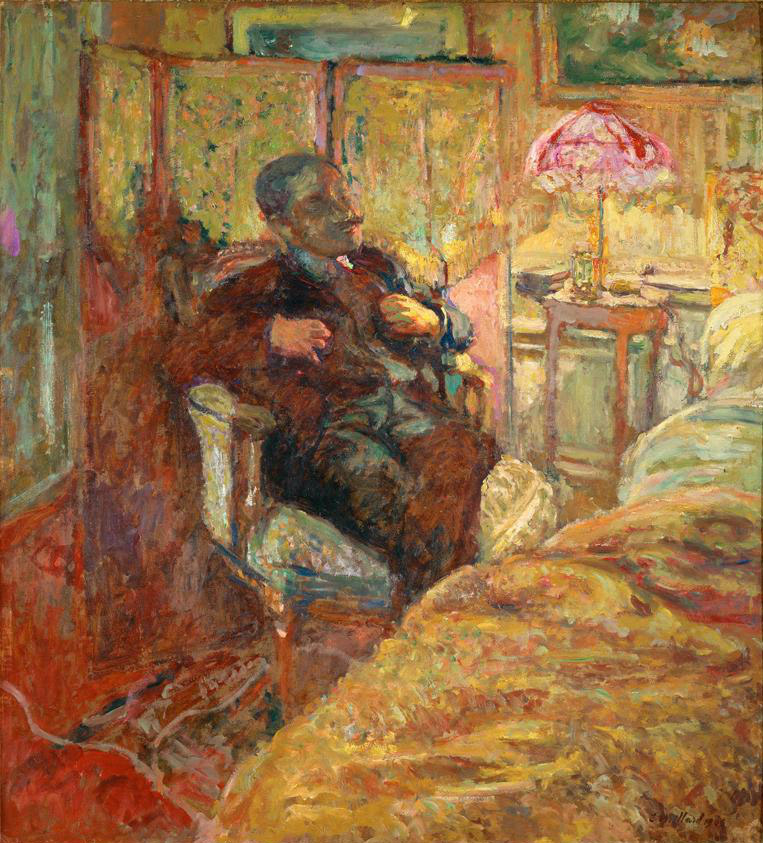
Édouard Vuillard: 'Romain Coolus, 1906
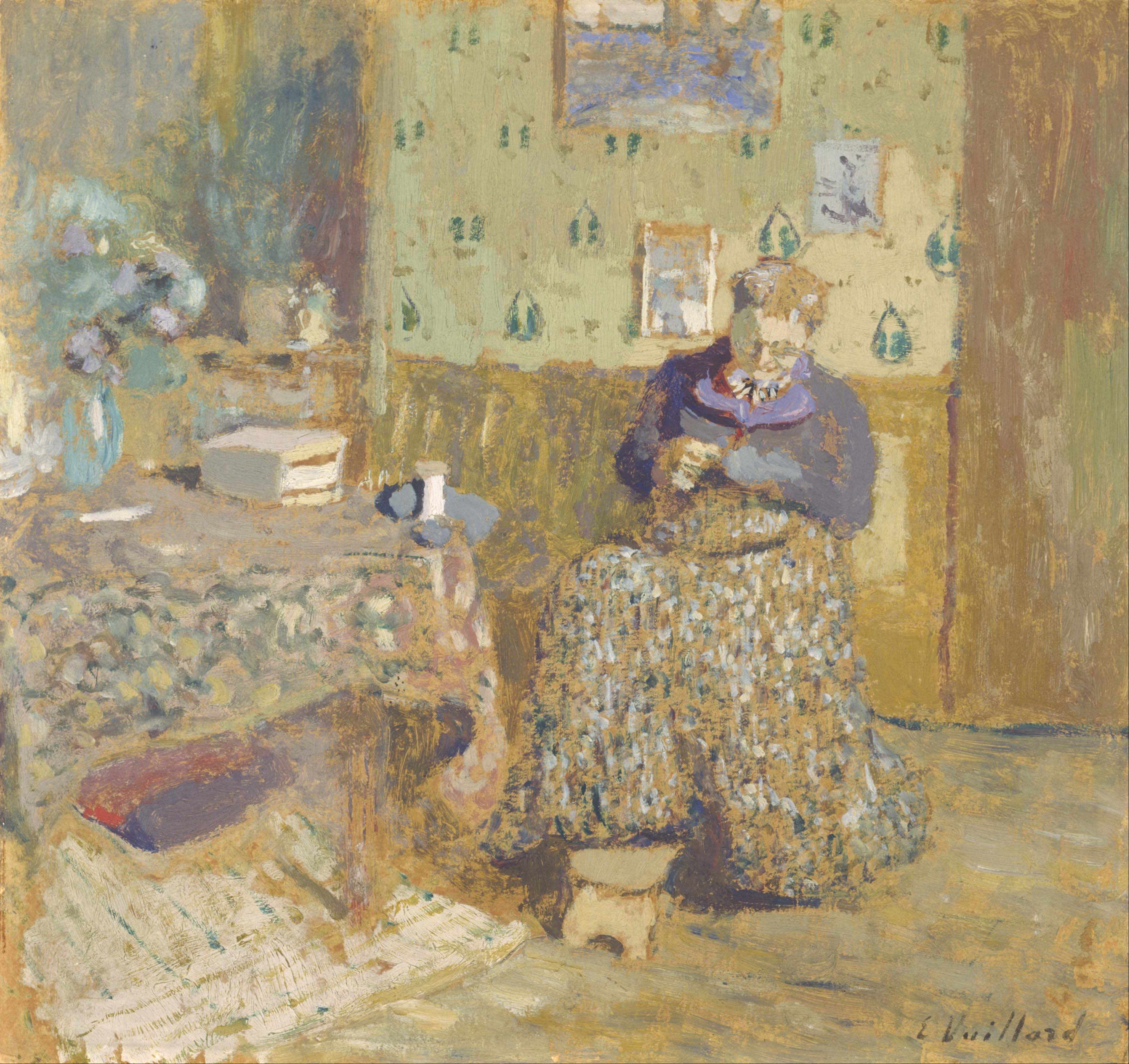
Édouard Vuillard:  Madame Vuillard, 1920

## Overige
- De term wordt soms ook in de muziekwereld gebruikt.